# Distretto di Karonga
Il distretto di Karonga (Karonga District) è uno dei ventotto distretti del Malawi, e uno dei sei distretti appartenenti alla Regione Settentrionale. Copre un'area di 3.355 km² e ha una popolazione complessiva di 194.572 persone. La capitale del distretto è Karonga. 